# Gimnastică la Jocurile Olimpice de vară din 1988

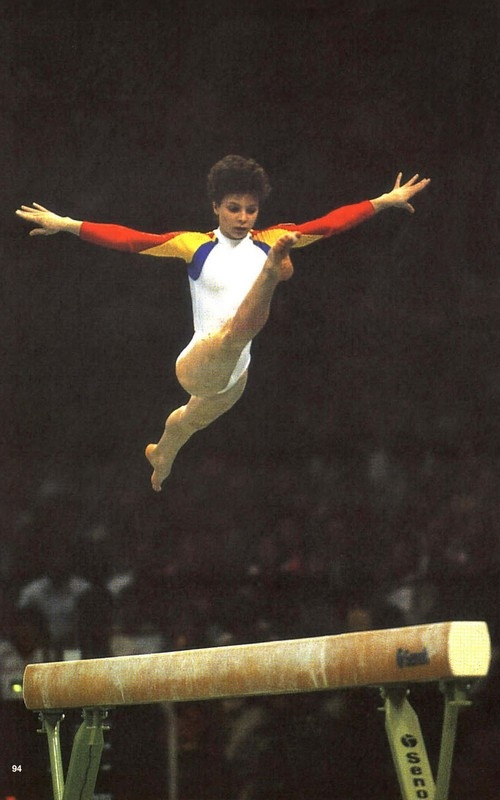
Daniela Silivaș a câștigat șase medalii, dintre care trei de aur

Două discipline de gimnastică s-au desfășurat la Jocurile Olimpice de vară din 1988: gimnastică artistică și gimnastică ritmică. Probele au avut loc la Olympic Gymnastics Hall în perioada 18 - 30 septembrie 1988.

## Medaliați

### Gimnastică artistică

#### Masculin
| Probă                     | Aur | Argint | Bronz |
| Echipe compus detalii     | Uniunea Sovietică (URS) · Vladimir Artiomov · Dmitri Bilozercev · Vladimir Gogoladze · Serghei Harkov · Valeri Liukin · Vladimir Novikov | Germania de Est (GDR) · Holger Behrendt · Ralf Büchner · Ulf Hoffmann · Sylvio Kroll · Sven Tippelt · Andreas Wecker | Japonia (JPN) · Yukio Iketani · Hiroyuki Konishi · Koichi Mizushima · Daisuke Nishikawa · Toshiharu Sato · Takahiro Yameda |
| Individual compus detalii | Vladimir Artiomov (URS) | Valeri Liukin (URS)                                                                                                  | Dmitri Bilozercev (URS) |
| Sol detalii               | Serghei Harkov (URS) | Vladimir Artiomov (URS)                                                                                              | Lou Yun (CHN) |
| Sol detalii               | Serghei Harkov (URS) | Vladimir Artiomov (URS)                                                                                              | Yukio Iketani (JPN) |
| Cal cu mânere detalii     | Liubomir Gheraskov (BUL) | | |
| Cal cu mânere detalii     | Zsolt Borkai (HUN) | | |
| Cal cu mânere detalii     | Dmitri Bilozercev (URS) | | |
| Inele detalii             | Holger Behrendt (GDR) | | Sven Tippelt (GDR) |
| Inele detalii             | Dmitri Bilozercev (URS) | | Sven Tippelt (GDR) |
| Sărituri detalii          | Lou Yun (CHN) | Sylvio Kroll (GDR)                                                                                                   | Park Jong-Hoon (KOR) |
| Paralele detalii          | Vladimir Artemov (URS) | Valeri Liukin (URS)                                                                                                  | Sven Tippelt (GDR) |
| Bară detalii              | Vladimir Artemov (URS) | | Holger Behrendt (GDR) |
| Bară detalii              | Valeri Liukin (URS) | Marius Gherman (ROU)                                                                                                 | |

#### Feminin
| Probă                     | Aur | Argint | Bronz |
| Echipe compus detalii     | Uniunea Sovietică (URS) · Svetlana Baitova · Sveatlana Bahinskaia · Natalia Lașcenova · Elena Șevcenko · Elena Șușunova · Olga Strajeva | România (ROU) · Aurelia Dobre · Eugenia Golea · Celestina Popa · Gabriela Potorac · Daniela Silivaș · Camelia Voinea | Germania de Est (GDR) · Gabriele Fähnrich · Martina Jentsch · Dagmar Kersten · Ulrike Klotz · Bettina Schieferdecker · Dörte Thümmler |
| Individual compus detalii | Elena Șușunova (URS) | Daniela Silivaș (ROU)                                                                                                | Sveatlana Bahinskaia (URS) |
| Sărituri detalii          | Sveatlana Bahinskaia (URS) | Gabriela Potorac (ROU)                                                                                               | Daniela Silivaș (ROU) |
| Paralele inegale detalii  | Daniela Silivaș (ROU) | Dagmar Kersten (GDR)                                                                                                 | Elena Șușunova (URS) |
| Bârnă detalii             | Daniela Silivaș (ROU) | Elena Șușunova (URS)                                                                                                 | Gabriela Potorac (ROU) |
| Bârnă detalii             | Daniela Silivaș (ROU) | Elena Șușunova (URS)                                                                                                 | Phoebe Mills (USA) |
| Sol detalii               | Daniela Silivaș (ROU) | Sveatlana Bahinskaia (URS)                                                                                           | Diana Dudeva (BUL) |

### Gimnastică ritmică
| Probă                             | Aur                                     | Argint                            | Bronz                                          |
| Individual compus feminin detalii | Marina Lobaci · Uniunea Sovietică (URS) | Adriana Dunavska · Bulgaria (BUL) | Oleksandra Tîmoșenko · Uniunea Sovietică (URS) |

## Clasament pe medalii
| Loc   | Țară                       | Aur | Argint | Bronz | Total |
| ----- | -------------------------- | --- | ------ | ----- | ----- |
| 1     | Uniunea Sovietică          | 12  | 5      | 4     | 21    |
| 2     | România                    | 3   | 3      | 3     | 9     |
| 3     | Germania de Est            | 1   | 3      | 4     | 8     |
| 4     | Bulgaria                   | 1   | 1      | 1     | 3     |
| 5     | China                      | 1   | 0      | 1     | 2     |
| 6     | Ungaria                    | 1   | 0      | 0     | 1     |
| 7     | Japonia                    | 0   | 0      | 2     | 2     |
| 8     | Coreea de Sud              | 0   | 0      | 1     | 1     |
| 8     | Statele Unite ale Americii | 0   | 0      | 1     | 1     |
| Total | Total                      | 19  | 12     | 17    | 48    |